# Britânia Sport Club
El Britânia Sport Club fue un equipo de fútbol de Brasil que jugó en el Campeonato Paranaense, la primera división del estado de Paraná.

## Historia
Fue fundado el 19 de noviembre de 1914 en el municipio de Curitiba, capital del estado de Paraná por funcionarios de la fábrica de vidrios Soldheid tras la fusión de los equipos Tigre Futebol Clube y Leao Futebol Clube por jugadores provenientes de la llamada Zona del Tigre.
Fue el mejor equipo del estado de Paraná durante los años 1910 y años 1920, periodo en el que ganó siete veces el Campeonato Paranaense, seis de ellos de manera consecutiva, y ganó el torneo inicio del estado en siete ocasiones, y fue el primer equipo campeón estatal de manera invicta donde no perdió entre las ediciones de 1921 a 1923.
En 1971 el club desaparece luego de fusionarse con el Clube Atlético Ferroviário, y con el Palestra Itália Futebol Clube para dar origen al Colorado Esporte Clube, equipo que a su vez se fusionaría con el Esporte Clube Pinheiros para crear al Paraná Clube.

## Palmarés
- Campeonato Paranaense: 7

1918, 1919, 1920, 1921, 1922, 1923, 1928
- Torneo Inicio de Paraná: 7[8]

1919, 1923, 1926, 1928, 1933, 1959, 1961
- Torneo Esperanza: 1

1968

## Partidos destacados
- Botafogo FR 1-1 Britania, 10 de diciembre de 1922
- CR Vasco da Gama 2-0 Britania, 17 de diciembre de 1922

## Jugadores

### Jugadores destacados
- Joaquim Martin
- Flávio Marinoni